# II liga polska w piłce nożnej (1988/1989)
II liga 1988/1989 – 41. edycja ogólnokrajowych rozgrywek drugiego poziomu ligowego piłki nożnej mężczyzn w Polsce. Wzięły w nich udział 32 drużyny, grając w dwóch grupach systemem kołowym. Sezon ligowy rozpoczął się w lipcu 1988, ostatnie mecze rozegrano w czerwcu 1989. Była to ostatnia edycja II ligi przed reformą rozgrywek, po której ponownie utworzono jedną grupę tego poziomu rozgrywkowego.

## Drużyny

### Grupa I
| Uczestnicy poprzedniej edycji | Uczestnicy poprzedniej edycji |
| ----------------------------- | ----------------------------- |
| przegrany baraży o I ligę     |                               |
| Piast Nowa Ruda               | 3                             |
| pozostałe drużyny             |                               |
| Polonia Bytom                 | 4                             |
| Zagłębie Wałbrzych            | 5                             |
| Stilon Gorzów Wielkopolski    | 6                             |
| Odra Wodzisław Śląski         | 7                             |
| Piast Gliwice                 | 8                             |
| Radomiak Radom                | 9                             |
| Zawisza Bydgoszcz             | 10                            |
| zwycięzcy baraży o II ligę    |                               |
| Gwardia Warszawa              | 11                            |
| Ślęza Wrocław                 | 12                            |

| Spadek z I ligi 1987/1988  | Spadek z I ligi 1987/1988 | Spadek z I ligi 1987/1988 | Spadek z I ligi 1987/1988 |
| -------------------------- | ------------------------- | ------------------------- | ------------------------- |
| przegrani baraży o I ligę  |                           |                           |                           |
| Zagłębie Lubin             | 11                        |                           |                           |
| bezpośrednio               |                           |                           |                           |
| Bałtyk Gdynia              | 15                        |                           |                           |
| Awans z III ligi 1987/1988 |                           |                           |                           |
| grupa I                    |                           |                           |                           |
| Chemik Police              | 1                         |                           |                           |
| grupa II                   |                           |                           |                           |
| Arka Gdynia                | 1                         |                           |                           |
| grupa V                    |                           |                           |                           |
| Moto Jelcz Oława           | 1                         |                           |                           |
| grupa VI                   |                           |                           |                           |
| Górnik Pszów               | 1                         |                           |                           |

Uwagi: W grupie występowały dwie drużyny z Wodzisławia Śląskiego - Odra i Górnik Pszów, który uczestniczył w rozgrywkach jako Górnik Pszów Wodzisław Śląski, gdyż Pszów w latach 1975–1994 był dzielnicą Wodzisławia Śląskiego. 

### Grupa II
| Uczestnicy poprzedniej edycji | Uczestnicy poprzedniej edycji |
| ----------------------------- | ----------------------------- |
| przegrany baraży o I ligę     |                               |
| Górnik Knurów                 | 3                             |
| pozostałe drużyny             |                               |
| Stal Rzeszów                  | 4                             |
| Zagłębie Sosnowiec            | 5                             |
| Igloopol Dębica               | 6                             |
| Avia Świdnik                  | 7                             |
| Resovia                       | 8                             |
| Motor Lublin                  | 9                             |
| Hutnik Kraków                 | 10                            |
| zwycięzcy baraży o II ligę    |                               |
| GKS Bełchatów                 | 13                            |
| Broń Radom                    | 14                            |

| Spadek z I ligi 1987/1988  | Spadek z I ligi 1987/1988 | Spadek z I ligi 1987/1988 | Spadek z I ligi 1987/1988 |
| -------------------------- | ------------------------- | ------------------------- | ------------------------- |
| przegrani baraży o I ligę  |                           |                           |                           |
| Lechia Gdańsk              | 12                        |                           |                           |
| bezpośrednio               |                           |                           |                           |
| Stal Stalowa Wola          | 16                        |                           |                           |
| Awans z III ligi 1987/1988 |                           |                           |                           |
| grupa III                  |                           |                           |                           |
| Stomil Olsztyn             | 1                         |                           |                           |
| grupa IV                   |                           |                           |                           |
| Boruta Zgierz              | 1                         |                           |                           |
| grupa VII                  |                           |                           |                           |
| Górnik Łęczna              | 1                         |                           |                           |
| grupa VIII                 |                           |                           |                           |
| Karpaty Krosno             | 1                         |                           |                           |

## Rozgrywki
Uczestnicy obu grup rozegrali po 30 kolejek ligowych (razem 240 spotkań) w dwóch rundach: jesiennej i wiosennej.
Po sezonie dokonano reformy II ligi – zmniejszono liczbę uczestników z 32 do 20 i utworzono jedną grupę tego poziomu w miejsce dwóch. W związku z tym mistrzowie grup uzyskali awans do I ligi, a wicemistrzowie rozegrali dwumecze barażowe o wejście do I ligi z 13. i 14. zespołem najwyższej klasy rozgrywkowej. Do III ligi spadły bezpośrednio zespoły z miejsc 11–16; zespoły z miejsc 7–10 rozegrały mecze barażowe z mistrzami grup III ligi o osiem miejsc na drugim poziomie ligowym (żaden z mistrzów III ligi nie uzyskał bezpośredniego awansu).

### Grupa I – tabela
| Lp. | Drużyna                    | M  | Z  | +1  | R  | P  | –1  | Bramki | Bramki | Różn. | Pkt | Uwagi              |
| --- | -------------------------- | -- | -- | --- | -- | -- | --- | ------ | ------ | ----- | --- | ------------------ |
| 1   | Zagłębie Lubin (M) (A)     | 30 | 21 | (6) | 5  | 4  | (0) | 60     | 19     | +41   | 53  | Awans do I ligi    |
| 2   | Zawisza Bydgoszcz (A)      | 30 | 14 | (3) | 14 | 2  | (0) | 47     | 20     | +27   | 45  | Baraże o I ligę    |
| 3   | Gwardia Warszawa           | 30 | 14 | (2) | 11 | 5  | (0) | 35     | 18     | +17   | 41  |                    |
| 4   | Zagłębie Wałbrzych         | 30 | 15 | (5) | 6  | 9  | (1) | 47     | 26     | +21   | 40  |                    |
| 5   | Polonia Bytom              | 30 | 12 | (2) | 11 | 7  | (0) | 32     | 22     | +10   | 37  |                    |
| 6   | Moto Jelcz Oława           | 30 | 17 | (1) | 4  | 9  | (2) | 36     | 28     | +8    | 37  |                    |
| 7   | Piast Nowa Ruda (S)        | 30 | 12 | (1) | 9  | 9  | (1) | 29     | 27     | +2    | 33  | Baraże o II ligę   |
| 8   | Odra Wodzisław Śląski      | 30 | 9  | (4) | 10 | 11 | (3) | 40     | 33     | +7    | 29  | Baraże o II ligę   |
| 9   | Stilon Gorzów Wielkopolski | 30 | 11 | (0) | 7  | 12 | (0) | 24     | 25     | −1    | 29  | Baraże o II ligę   |
| 10  | Bałtyk Gdynia              | 30 | 11 | (2) | 6  | 13 | (2) | 36     | 39     | −3    | 28  | Baraże o II ligę   |
| 11  | Górnik Pszów (S)           | 30 | 10 | (1) | 5  | 15 | (2) | 27     | 39     | −12   | 24  | Spadek do III ligi |
| 12  | Chemik Police (S)          | 30 | 6  | (1) | 9  | 15 | (1) | 26     | 41     | −15   | 21  | Spadek do III ligi |
| 13  | Arka Gdynia (S)            | 30 | 6  | (1) | 9  | 15 | (5) | 23     | 46     | −23   | 17  | Spadek do III ligi |
| 14  | Radomiak Radom (S)         | 30 | 6  | (0) | 8  | 16 | (3) | 21     | 44     | −23   | 17  | Spadek do III ligi |
| 15  | Piast Gliwice (S)          | 30 | 6  | (0) | 8  | 16 | (5) | 22     | 51     | −29   | 15  | Spadek do III ligi |
| 16  | Ślęza Wrocław (S)          | 30 | 4  | (0) | 10 | 16 | (4) | 21     | 48     | −27   | 14  | Spadek do III ligi |

### Grupa II – tabela
| Lp. | Drużyna                    | M  | Z  | +1  | R  | P  | –1  | Bramki | Bramki | Różn. | Pkt | Uwagi              |
| --- | -------------------------- | -- | -- | --- | -- | -- | --- | ------ | ------ | ----- | --- | ------------------ |
| 1   | Zagłębie Sosnowiec (M) (A) | 30 | 18 | (5) | 6  | 6  | (0) | 45     | 13     | +32   | 47  | Awans do I ligi    |
| 2   | Motor Lublin (A)           | 30 | 15 | (3) | 9  | 6  | (0) | 41     | 18     | +23   | 42  | Baraże o I ligę    |
| 3   | Hutnik Kraków              | 30 | 14 | (4) | 8  | 8  | (1) | 44     | 26     | +18   | 39  |                    |
| 4   | Stal Stalowa Wola          | 30 | 15 | (1) | 7  | 8  | (0) | 32     | 18     | +14   | 38  |                    |
| 5   | Stal Rzeszów               | 30 | 13 | (2) | 10 | 7  | (0) | 38     | 26     | +12   | 38  |                    |
| 6   | Igloopol Dębica            | 30 | 16 | (3) | 5  | 9  | (3) | 38     | 32     | +6    | 37  |                    |
| 7   | Resovia                    | 30 | 13 | (2) | 7  | 10 | (0) | 28     | 21     | +7    | 35  | Baraże o II ligę   |
| 8   | Górnik Knurów (S)          | 30 | 11 | (2) | 9  | 10 | (0) | 37     | 30     | +7    | 33  | Baraże o II ligę   |
| 9   | GKS Bełchatów (S)          | 30 | 11 | (1) | 11 | 8  | (1) | 24     | 22     | +2    | 33  | Baraże o II ligę   |
| 10  | Lechia Gdańsk              | 30 | 11 | (1) | 7  | 12 | (1) | 28     | 33     | −5    | 29  | Baraże o II ligę   |
| 11  | Stomil Olsztyn (S)         | 30 | 11 | (1) | 7  | 12 | (5) | 26     | 37     | −11   | 25  | Spadek do III ligi |
| 12  | Karpaty Krosno (S)         | 30 | 7  | (0) | 9  | 14 | (1) | 20     | 36     | −16   | 22  | Spadek do III ligi |
| 13  | Avia Świdnik (S)           | 30 | 9  | (2) | 7  | 14 | (6) | 30     | 45     | −15   | 21  | Spadek do III ligi |
| 14  | Broń Radom (S)             | 30 | 4  | (0) | 11 | 15 | (3) | 20     | 41     | −21   | 16  | Spadek do III ligi |
| 15  | Górnik Łęczna (S)          | 30 | 3  | (0) | 10 | 17 | (1) | 10     | 30     | −20   | 15  | Spadek do III ligi |
| 16  | Boruta Zgierz (S)          | 30 | 2  | (0) | 11 | 17 | (5) | 13     | 46     | −33   | 10  | Spadek do III ligi |

## Baraże o II ligę
Po zakończeniu sezonu rozegrano mecze barażowe o osiem miejsc w drugiej klasie rozgrywkowej w sezonie 1989/1990 między zespołami z miejsc 7–10 w obu grupach II ligi a mistrzami grup III ligi:
- 7. drużyna II ligi grupy I i mistrz III ligi grupy I – Piast Nowa Ruda i Stal Stocznia Szczecin
- 8. drużyna II ligi grupy I i mistrz III ligi grupy II – Odra Wodzisław Śląski i Elana Toruń
- 9. drużyna II ligi grupy I i mistrz III ligi grupy III – Stilon Gorzów Wielkopolski i Bug Wyszków
- 10. drużyna II ligi grupy I i mistrz III ligi grupy VIII – Bałtyk Gdynia i Garbarnia Kraków
- 7. drużyna II ligi grupy II i mistrz III ligi grupy VI – Resovia i GKS Tychy
- 8. drużyna II ligi grupy II i mistrz III ligi grupy V – Górnik Knurów i Miedź Legnica
- 9. drużyna II ligi grupy II i mistrz III ligi grupy VII – GKS Bełchatów i Siarka Tarnobrzeg
- 10. drużyna II ligi grupy II i mistrz III ligi grupy IV – Lechia Gdańsk i Włókniarz Pabianice

| Drużyna 1                            | Wynik dwumeczu | Drużyna 2                  | Pierwszy mecz | Drugi mecz |
| ------------------------------------ | -------------- | -------------------------- | ------------- | ---------- |
| Piast Nowa Ruda                      | 3:3 (b. wyj.)  | Stal Stocznia Szczecin     | 2:2           | 1:1        |
| Odra Wodzisław Śląski                | 4:1            | Elana Toruń                | 2:0           | 2:1        |
| Bug Wyszków                          | 2:6            | Stilon Gorzów Wielkopolski | 0:0           | 2:6        |
| Bałtyk Gdynia                        | 1:0            | Garbarnia Kraków           | 1:0           | 0:0        |
| Resovia                              | 4:2            | GKS Tychy                  | 3:2           | 1:0        |
| Górnik Knurów                        | 2:2 (b. wyj.)  | Miedź Legnica              | 1:2           | 1:0        |
| GKS Bełchatów                        | 2:3            | Siarka Tarnobrzeg          | 1:1           | 1:2        |
| Lechia Gdańsk                        | 4:2            | Włókniarz Pabianice        | 4:1           | 0:1        |
| Po lewej gospodarz pierwszego meczu. |                |                            |               |            |

Miejsca na drugim poziomie ligowym nie utrzymały: Piast Nowa Ruda, Górnik Knurów i GKS Bełchatów.